# الدوري الشمالي لكرة القدم 1967–68
الدوري الشمالي لكرة القدم 1967–68 (بالإنجليزية: 1967–68 Northern Football League)‏ هو موسم من الدوري الشمالي لكرة القدم ‏. فاز فيه سبنيمور يونايتد ‏.